# Rei d'Astúries
Rei d'Astúries va ser el títol que van ostentar els monarques del regne d'Astúries. Els orígens de la monarquia asturiana es troben habitualment en la figura de Pelai, la provinença del qual és incerta. Els historiadors s'han referit a Astúries com a regne o cabdillatge en els seus primers anys. El seu sistema de successió va ser complex, amb la participació de la transmissió femenina, tot i que el títol de rei sempre va ser masculí.
Malgrat les crisis successòries, a partir del regnat de Ramir I la successió queda establerta en la branca descendent de Beremund I i, a més, el regne començarà a implicar-se en altres afers, no sols en tasques militars. El creixement i consolidació del territori van donar lloc a una monarquia molt més establerta, que va tenir el seu cim en la persona d'Alfons III, que a través de la creació de cròniques va intentar donar un substrat ideològic basat en el que la historiografia ha anomenat neogoticisme, és a dir, cercar una vinculació entre la família reial asturiana amb la visigoda i justificar una continuïtat entre ambdós regnes.
A la mort d'Alfons III, el títol encara l'ostentarà Fruela II. Tanmateix, amb el trasllat de la capital d'Oviedo a Lleó, el territori mudarà de nom a regne de Lleó i també el títol de rei. No obstant això, conscients del passat que els precedia, els successius monarques encara van utilitzar la intitulació asturiana durant molts anys.

## Origen
La historiografia al parlar d'Astúries a l'alta edat mitjana utilitza els mots «regne» o «cabdillatge», especialment a partir del segon quart del segle VIII. Alguns consideren l'origen de la monarquia en un acord entre els poderosos del territori que van elegir un príncep –un primer entre iguals–, que es va mantenir en el poder, alhora que transformava i augmentava la seva influència territorial. El títol de príncep que se li atorga era característic dels emperadors romans i havia aparegut a Hispània al III Concili de Toledo, quan el va rebre Recared.
Hom considera el primer rei d'Astúries a Pelai (718-737), però existeix el dubte de si veritablement va ser el primer, a causa de la diferència cronològica entre la invasió musulmana del 711 i l'inici del seu regnat el 718. Es desconeixen els orígens de Pelai, alguns han proposat un origen astur, malgrat que les cròniques insisteixen en un origen regi got, i li atribueixen els reis visigots com ascendents per ressaltar el continuisme amb el regne de Toledo, una política, apareguda almenys des del regnat d'Alfons III, que hom ha anomenat neogoticisme, amagant en alguns casos les lluites internes del regne.

## Sistema de successió
El seu sistema de successió va ser complex, si més no al començament. Els historiadors s'han decantat entre un sistema hereditari i un electiu, d'acord amb el que afirmen les cròniques. Molt sovint s'han intentat traslladar models d'altres èpoques al regne d'Astúries, sense que acabin de casar realment. En termes generals, el títol era hereditari amb algunes particularitats; va anar passant a mans de dues famílies fundacionals: la de Pelai i la dels descendents del duc Pere de Cantàbria, tot i que segons Arsenio Dacosta, es consideraven membres d'una mateixa família en el moment del matrimoni. Segons aquest mateix autor, la successió sempre requeia en homes forts i poderosos, basada en dos principis: força i familiaritat, potser d'acord amb alguna antiga norma en vigor. La successió sempre passava a membres de la família per via descendent o col·lateral. La successió no va recaure sempre en els fills: a Pelai el succeeix el seu fill Fàfila, però malgrat que aquest va tenir fills, possiblement per ser massa joves, raó per la qual la successió va recaure en el seu cunyat, Alfons I, espòs de la seva germana Ermessenda, filla de Pelai. La successió d'Alfons és semblant a la de Pelai el succeeix el seu fill Fruela, tot i que va haver de contenir conflictes interns de les zones extremes del regne.

### Transmissió femenina
Segons Barbero i Vigil, originalment la dona tenia un paper fonamental en la transmissió, intuint una successió matrilineal indirecta que convivia amb la tendència patrilineal. Amb tot, Dacosta considera que tot i que sí hi havia restes d'un sistema matrilineal, en aquell moment era un principi col·lateral o alternatiu. En qualsevol cas, es consideren casos de transmissió per via femenina el d'Ermessenda, filla de Pelai, que transmet els drets successoris al seu marit, Alfons I. A la mort del seu fill Fruela, els drets successoris haurien recaigut sobre la seva altra filla, Adossenda, però, en canvi, va regnar el seu cosí Aureli, creu Dacosta que potser perquè en aquell moment Adossenda era soltera i, per tant, significaria que les dones no podien sustentar per si mateixes el cabdillatge. Tanmateix, mort Aureli, Adossenda, en un cas anàleg al de la seva mare, va transmetre els drets al seu marit, Silo.
Segons Fuente, no és un cas de matrilinealitat, sinó una simple herència per la via femenina, atès que en el cas d'Ermessenda va ser Pelai qui va afavorir el matrimoni amb Alfons, i va convertir la seva filla, de fet, en una peça clau per transmetre el poder a la seva conveniència.

### Crisis successòries
El primer cas de truncament del sistema successiori és el del rei Mauregat, fill bastard d'Alfons I, a qui s'ha considerat usurpador. No obstant això, segurament va accedir al tron perquè Alfons II no reunia prou força o suports.
El sistema successori asturià entra veritablement en crisi a la mort d'Alfons II el 842, quan va prendre el poder Nepocià, a qui s'ha considerat rei, tot i que les cròniques el titllen d'usurpador. Amb tot, posteriorment va ser derrocat per Ramir I.

## Transformació
Amb Ramir I hi una renovació successòria, que suposa l'èxit de les noves relacions de parentesc i l'agnatisme, que va recaure en els descendents de Beremund I, tot i que sense imposar de manera immediata la primogenitura. A partir d'aquest moment que es consolida el cabdillatge asturià com a forma política, que transcendeix la merament militar, atès que el rei s'implica en labors públiques com la justícia, la fiscalitat i la coordinació de la repoblació, mentre que la capital, Oviedo, va creixent en els àmbits cultural i urbanístic.
El cim s'assoleix durant el regnat d'Alfons III, quan la monarquia se sustenta en una realitat material i un substrat ideològic, que justifica, mitjançant el neogoticisme. El monarca cerca els seus precedents de legitimació amb l'elaboració de les distintes cròniques.
A partir del 910, amb la mort d'Alfons III i el traslladat de la capital d'Oviedo a Lleó per part de Garcia I, el títol preeminent és el de rei de Lleó. Hom afirma que els fills d'Alfons van acordar un repartiment del regne, contravenint la tradició, i a Fruela li va correspondre el vessant septentrional de la serralada Cantàbrica, ostentar el títol de rei d'Astúries, però que va aconseguir també arribar a ser rei de Lleó. Tanmateix, la seva mort al cap de poc, va provocar una nova crisi entre els seus fills i els seus nebots, fills d'Ordoni II. Més enllà d'això, l'escissió del regne a efectes pràctics, no es va produir, tot i que el regne en endavant va ser conegut com regne de Lleó, tot i que els monarques següents van utilitzar durant molts anys la intitulació astur, conscients del seu passat.